# Gualemos
Gualemo era el nombre con el cual los españoles designaban a la tribu Promaucaes que habitaban el valle del río Lontué en Chile. También fue el nombre que los primeros colonizadores españoles dieron a esa región.
Gualemo es también el nombre de uno de los brazos del río Lontué en su curso inferior que dio origen a varias islas de tierras aluvionales que existieron cerca de la confluencia con el río Teno hacia 1899.